# Kostrza (szczyt)

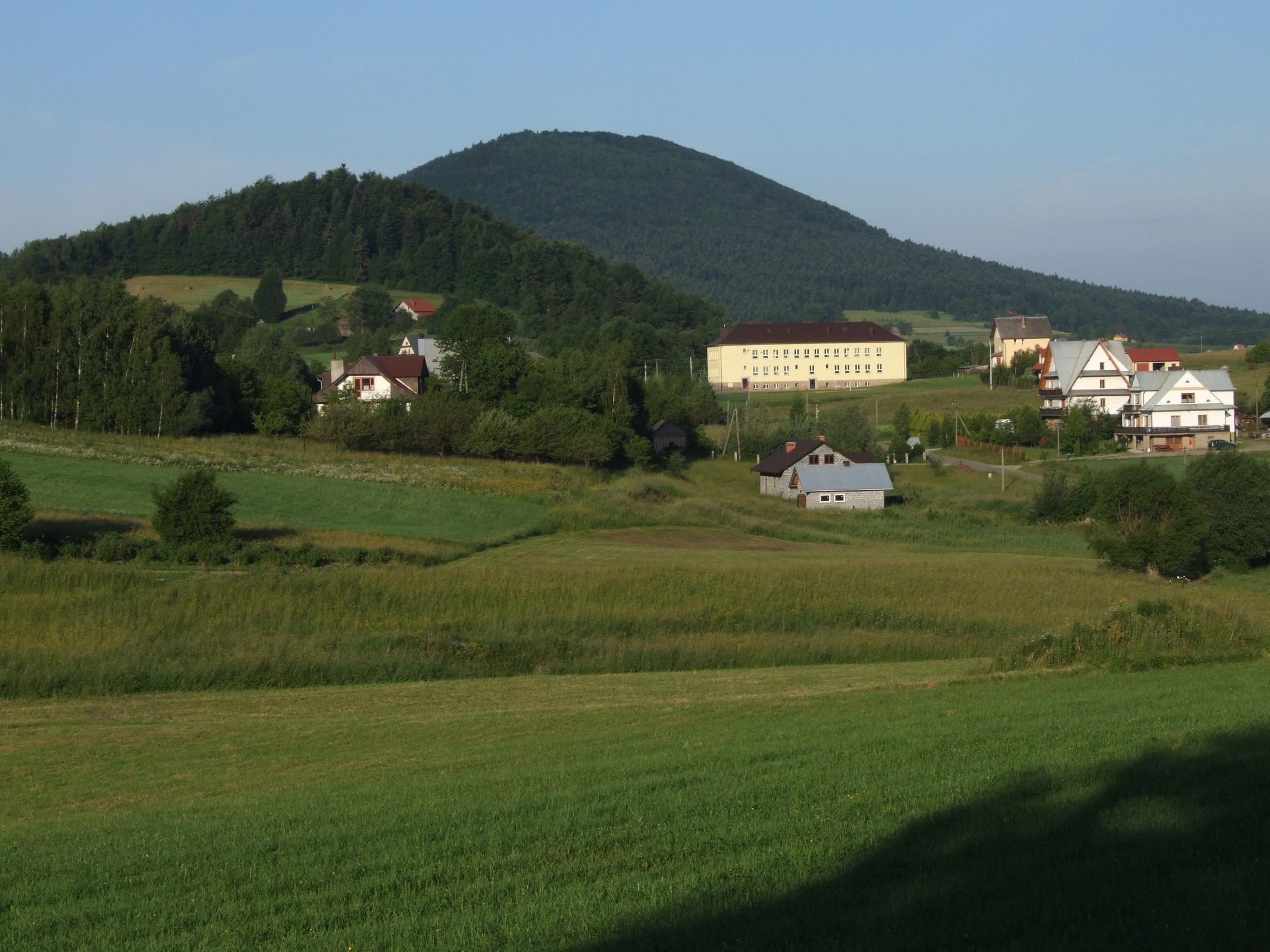
Jaszczurówka, Kostrza i miejscowość Nowe Rybie

Kostrza – szczyt górski w Beskidzie Wyspowym wznoszący się nad miejscowościami: Kostrza, Nowe Rybie, Szyk i Rupniów. Mapa Geoportalu podaje wysokość 719,6 m, mapa Compass 730 m, a tabliczka turystyczna na szczycie 725 m. Na szczycie jest zamontowany w ziemi znak pomiarowy.
Kostrza jest typową górą Beskidu Wyspowego – wraz z sąsiednią Świnną Górą tworzy samotny, oddzielony od pozostałych głębokimi przełęczami masyw górski. Jest całkowicie zalesiona i ma wydłużony grzbiet. Jej stoki północno-wschodnie są bardzo strome, pozostałe dużo łagodniejsze. Otoczona jest obszarami rolniczymi o rozproszonej zabudowie. Góra zbudowana jest z gruboławicowych piaskowców i łupków fliszu karpackiego, wśród których występują gdzieniegdzie bardziej podatne na wietrzenie łupki margliste lub pyliste.
W zalesionej Kostrzy stale bytują dziki, sarny, zając szarak. Jest ona też ulubionym miejscem polowań. Z osobliwości przyrodniczych warto wymienić pomniki przyrody: bardzo starego buka „Pan Buk” o obwodzie 5,5 m (1994 r.), potężną jodłę „Parasol” i stanowiska bardzo rzadkiej paproci – języcznika zwyczajnego.
Północne zbocza Kostrzy stromo opadają do doliny Rybskiego Potoku. Porasta je stary las bukowy. W górnej części tych zboczy utworzono rezerwat przyrody Kostrza dla dobrze zachowanych zbiorowisk leśnych; buczyny karpackiej i jaworzyny górskiej z bardzo starymi okazami buków. Obszar tego rezerwatu włączony został do obszarów ochrony siedlisk. Wschodnie, kamieniste zbocza porasta strodrzew. Są tutaj skalne osuwiska i wychodnie. Miejsce to nosi nazwę uroczysko Styr. Drugie uroczysko o nazwie Koryciska znajduje się na południe od szczytu.
Kostrza jest całkowicie porośnięta lasem. Ze szczytu jednak rozciąga się widok na południową stronę przez silnie przerzedzony wiatrołomami las. Dzięki akcji Odkryj Beskid Wyspowy na szczycie zamontowano stół i ławy dla turystów oraz dużą mapę Beskidu Wyspowego.
Kilka legend wiąże się z górą Kostrza. Według jednej z nich istniało tutaj dawniej grodzisko, które zapadło się pod ziemię wraz z częścią góry, na której stało. Istotnie, w podwierzchołkowych partiach góry znaleźć można duże wgłębienie. Jest ono jednak pochodzenia naturalnego. Dawniej miejscowa ludność nazywała szczyt Kostrzy Piwniczyskiem, gdyż szukano tutaj śladów prehistorycznych budowli obronnych.

## Szlaki turystyki pieszej
Jodłownik – Kostrza. Czas przejścia 2:15 h (↓ 1:45 h), suma podejść 400 m.
 Tymbark – Zęzów – Kostrza. Czas przejścia 2 h (↓ 1:45 h), suma podejść 500 m.